# 三江島駅
三江島駅（みえじまえき）は、かつて愛知県幡豆郡三和村米野（現・西尾市米野町）にあった、名鉄（旧）西尾線の駅。

## 歴史
地元有志による資金、用地提供によって新設された駅である。当初は江原と小島の地名をそれぞれ取った「江島駅」を予定したが、江島駅が他に存在していたため代案として「三江島駅」「江島野駅」が候補となり、最終的に三江島駅となった。
- 1914年（大正3年）7月15日 - 西尾鉄道中島 - 三和川（1917年廃止）間に開業。
- 1926年（大正15年）12月1日 - 愛知電気鉄道が西尾鉄道を合併。岡崎新 - 西尾 - 吉田港間を西尾線とする。
- 1943年（昭和18年）12月16日 - 西尾線 岡崎新 - 西尾間が不要不急路線となり休止。当駅も休止となる。
- 1959年（昭和34年）11月25日 - 廃止。

## 駅構造
開業当初は列車交換設備が設けられ、翌1915年（大正4年）に行われた大嘗祭で列車が臨時増発された際に活用されていた。しかし後に設備も縮小され、休止直前には1面1線に側線を持つのみとなっていた。
| ← 岡崎新方面 | 三江島駅 構内配線略図（1943年） | → 西尾方面 |
| 凡例 出典:   |                                 |            |

## 隣の駅
名古屋鉄道
西尾線（旧線）
三河中島駅 - 三江島駅 - 久麻久駅
かつては当駅 - 久麻久駅間に三和川駅（1917年廃止）、八ツ面駅（廃止年不明）が存在した。